# Episodi di Flaked (prima stagione)
La prima stagione della serie televisiva Flaked, composta da 8 episodi, è stata interamente pubblicata sul servizio di streaming on demand Netflix l'11 marzo 2016 in tutti i paesi in cui è disponibile.
| n° | Titolo originale | Titolo italiano | Pubblicazione USA | Pubblicazione Italia |
| -- | ---------------- | --------------- | ----------------- | -------------------- |
| 1  | Westminster      | Westminster     | 11 marzo 2016     | 11 marzo 2016        |
| 2  | Horizon          | Horizon         | 11 marzo 2016     | 11 marzo 2016        |
| 3  | Rose             | Rose            | 11 marzo 2016     | 11 marzo 2016        |
| 4  | Palms            | Palms           | 11 marzo 2016     | 11 marzo 2016        |
| 5  | Electric         | Electric        | 11 marzo 2016     | 11 marzo 2016        |
| 6  | Shell            | Shell           | 11 marzo 2016     | 11 marzo 2016        |
| 7  | 7th              | 7th             | 11 marzo 2016     | 11 marzo 2016        |
| 8  | Sunset           | Sunset          | 11 marzo 2016     | 11 marzo 2016        |